# 한 컷의 과학
한 컷의 과학은 대한민국의 EBS에서 매주 토요일 오후 5시 35분~5시 50분까지 방영하는 과학 프로그램이다. 2015년 3월 7일 '지구는 또 있을까'를 첫편으로 시작했다. 2016년 2월 27일 52화를 끝으로 방영이 종료되었다.

## 기획의도
"과학을 어렵게만 생각하는 사람들에게 '한 컷'으로 화두를 던집니다. EBS 한 컷의 과학은 때론 신비롭고 때론 어렵게 느껴지는 과학을 젊은 감각과 새로운 구성으로 시청자들에게 쉽고 재미있게 소개하는 과학 전문 프로그램입니다."